# تپه خان گور
تپه خان گور مربوط به دوره اشکانیان - دوره ساسانیان است و در شهرستان زهک، بخش جزینک، دهستان خمک، ۵ کیلومتری شمال شرقی روستای خمک واقع شده و این اثر در تاریخ ۲۸ شهریور ۱۳۸۶ با شمارهٔ ثبت ۱۹۶۵۵ به‌عنوان یکی از آثار ملی ایران به ثبت رسیده است.